# Mirabilis
Mirabilis fue una empresa de software israelí responsable de la creación del servicio de mensajería instantánea ICQ, el cual fue inmensamente popular en la década de los 90. Mirabilis fue creada en 1996 por Arik Vardi, Yair Goldfinger, Sefi Vigiser y Amnon Amir y fue comprada dos años más tarde por la firma estadounidense AOL.
- Datos: Q1423522